# Xperia 5 II
Xperia 5 II（エクスペリア・ファイブ・マークツー）はソニーモバイルコミュニケーションズが発売した、5Gスマートフォンである。2020年（令和2年）9月17日にYouTubeチャンネルで発表した。

## 概要
Xperia 5の後継機種として2020年9月に発表した。Xperia 1 IIの多くの機能を、一回り小さい6.1インチのディスプレイのコンパクトな筐体に搭載した。バッテリーはXperia 5の3140mAhから増して4000mAhで、プリント基板を2階建て構造にするなどして本体は0.2mm薄型化した。ディスプレイはXperiaシリーズ初となる120Hz駆動の有機ELを採用し、フレーム間に黒画像を挿入して240Hz相当の駆動を実現した。カメラはXperia 1 IIと共通だが3D iToFセンサーは搭載しない。スマートフォンでは世界初の4K HDR 120コマ/秒スローモーション撮影に対応する。長押しでGoogle アシスタントを呼び出す「Googleアシスタントボタン」を初搭載する。Snapdragon865搭載。

## 歴史
- 2020年（令和2年）
  - 9月17日 - ソニーモバイルコミュニケーションズ公式YouTubeチャンネルで発表[1]した。
  - 9月25日 - KDDIおよび沖縄セルラー電話がau版 (SOG02) を発表[2]する。
  - 10月1日 - ソフトバンクがソフトバンク版 (A002SO) を発表[3]する。
  - 10月17日 - au版 (SOG02) およびソフトバンク版 (A002SO) を発売[4][5]する。
  - 11月5日 - NTTドコモがドコモ版 (SO-52A) を発表[6]する。
  - 11月12日 - ドコモ版 (SO-52A) を発売する。
- 2021年（令和3年）
  - 5月28日 - SIMフリー版 (XQ-AS42) を発売[7]する。